# Zola undata
Zola undata är en fjärilsart som beskrevs av Otto Staudinger 1897. Zola undata ingår i släktet Zola och familjen mätare. Inga underarter finns listade i Catalogue of Life.